# 二河乡
二河乡是中国黑龙江省哈尔滨市五常市下辖的一个乡，位于五常市东北。

## 行政区划
现辖：
新庄村、裕民村、庆丰村、二河村、双河村、三河村和四河村。